# Жорж Льометр
Жорж Анри Жозеф Едуар Льометр (на френски: Georges Henri Joseph Édouard Lemaître) (17 юли 1894 – 20 юни 1966) е белгийски католически свещеник, почетен архиерей и професор по физика и астрономия в Католическия университет в Льовен.

## Биография
След класическо обучение в Йезуитски колеж (гимназия) в Шарлероа, Льометр започнва да учи гражданско инженерство в Католическия университет в Льовен (1911). През 1914 година той прекъсва обучението си, за да служи като артилерийски офицер в Белгийската армия по време на Първата световна война. В края на военните действия той получава белгийски военен кръст с палми.

### Идея за Големия взрив
През 1927 г. Льометр изказва идеята за Големия взрив като теория за произхода на Вселената, която той нарича хипотеза за първичния атом . Две години преди статията на Хъбъл той пръв предлага теорията за разширяващата се Вселена, широко и погрешно приписвана на Едуин Хъбъл. Льометр пръв прилага познатия днес Закон на Хъбъл и прави първото пресмятане на това, което днес наричаме Константа на Хъбъл, която Льометр публикува през 1927 година .